# Èvres
Èvres är en kommun i departementet Meuse i regionen Grand Est (tidigare regionen Lorraine) i nordöstra Frankrike. Kommunen ligger i kantonen Seuil-d'Argonne som tillhör arrondissementet Bar-le-Duc. År 2022 hade Èvres 89 invånare.

## Befolkningsutveckling
Antalet invånare i kommunen Èvres
| Referens: INSEE |